# خورخي بيري
خورخي بيري (بالإسبانية: Jorge Perry)‏ هو منافس ألعاب قوى كولومبي، ولد في 1908 في Samacá ‏ في كولومبيا، وتوفي في 29 ديسمبر 1946 في بوغوتا في كولومبيا.

## وصلات خارجية
- خورخي بيري على موقع أوليمبيديا (الإنجليزية)